# 鹊色唐纳雀
鹊色唐纳雀（学名：Cissopis leverianus），是雀形目裸鼻雀科的一种鸟类，属于单型的鹊色唐纳雀属（学名：Cissopis）。
鹊色唐纳雀体重约76克，翼长约10.63厘米，喙宽度约7.7毫米，喙厚度约9.4毫米，嘴峰长约19.8毫米，跗蹠长约25.9毫米，尾长约12.90厘米。
鹊色唐纳雀是留鸟，栖息在林地，它们是杂食性动物。

## 亚种
- C. l. leverianus，分布在哥伦比亚东部至委内瑞拉东南部，圭亚那，玻利维亚北部，巴西亚马逊州。
- C. l. major，分布在巴拉圭至巴西东南部和邻近的阿根廷东北部。[4]